# Sauvillers-Mongival
Sauvillers-Mongival é uma comuna francesa na região administrativa de Altos da França, no departamento de Somme. Estende-se por uma área de 5,18 km². Em 2010 a comuna tinha 176 habitantes (densidade: 34 hab./km²).